# 多治比公子
多治比 公子（たじひ の きみこ、生没年不詳）は、奈良時代の貴族。姓は真人。官位は従五位下・大蔵少輔。

## 経歴
淳仁朝の天平宝字2年（758年）8月の官人歴名に右舎人大允と見える。
光仁朝の宝亀2年（771年）従五位下に叙爵し、宝亀5年（774年）肥前守に任官する。
桓武朝の延暦5年（786年）大蔵少輔に任ぜられ京官に復している。

## 官歴
注記のないものは『続日本紀』による。
- 天平宝字2年（758年） 8月：見右舎人大允[1]
- 時期不詳：正六位上
- 宝亀2年（771年） 正月23日：従五位下
- 宝亀5年（774年） 3月5日：肥前守
- 延暦5年（786年） 6月9日：大蔵少輔